# قبق تاز
قبق تاز (بالفارسية: قپق تاز) هي قرية تقع في قسم بالابند الريفي في إيران. يقدر عدد سكانها بـ 46 نسمة بحسب إحصاء 2016.